# Петьки (Брестская область)
Пе́тьки (бел. Пецькі) — деревня в Кобринском районе Брестской области Белоруссии. Входит в состав Хидринского сельсовета.
По данным на 1 января 2016 года население составило 328 человек в 122 домохозяйствах.
В деревне расположены почтовое отделение, фельдшерско-акушерский пункт и магазин.

## География
Деревня расположена в 7 км к юго-западу от города и станции Кобрин, в 45 км к востоку от Бреста, на автодороге М12 Кобрин-Мокраны у места его пересечения с шоссе М1 Брест-Минск.

## История
Населённый пункт известен с 1668 года как село Кобринской архимандрии. В разное время население составляло:
- 1999 год: 102 хозяйства, 273 человека;
- 2009 год: 306 человек;
- 2016 год[2]: 122 хозяйства, 328 человек;
- 2019 год[1]: 282 человека.